# Nicolaus Thoreri
Nicolaus Thoreri, född 1539 i Vadstena församling, Östergötland, död 1606 i Risinge församling, Östergötland, var en svensk präst.

## Biografi
Nicolaus Thoreri föddes 1539 i Vadstena församling. Han blev 1560 kollega vid Vadstena trivialskola och prästvigdes 1564. 1566 blev han kyrkoherde i Risinge församling och 1604 kontraktsprost i Bergslags kontrakt. Nicolaus Thoreri avled 1606 i Risinge församling.
1593 skrev Nicolaus Thoreri under Uppsala möte.

### Familj
Nicolaus Thoreri gifte sig med Anna Olofsdotter. Hon var dotter till en borgmästare i Vadstena stad. De fick tillsammans barnen Margareta Nilsdotter som var gift med kyrkoherden Johannes Andreæ Linderosensis i Säby församling och Helena Nilsdotter (död 1617) som var gift med borgmästaren Göran Anundsson i Norrköpings stad.